# Talis dilatalis
Talis dilatalis là một loài bướm đêm trong họ Crambidae.